# SN 1990aa
SN 1990aa – supernowa typu Ic odkryta 4 września 1990 roku w galaktyce M+05-03-16. W momencie odkrycia miała maksymalną jasność 17,00m.